# Lena Carlsson
För konsthistorikern med samma namn, se Lena Carlsson (konsthistoriker).
Lena Carlsson, född 1967, är en svensk skådespelare.

## Biografi
Lena Carlsson är utbildad vid Teaterhögskolan vid Göteborgs universitet och har även studerat drama vid Gävle högskola och Performativ kritik vid Stockholms dramatiska högskola. Hon arbetade efter utbildningen vid Backa teater, där hon bland annat spelade Margareta i Faust i regi av Eva Bergman. Hon har arbetat vid bland annat Stockholms stadsteater, Norrbottensteatern och Örebro länsteater.
Lena Carlsson grundade 1996 Kvinnliga Dramatiska Teatern tillsammans med bland andra Sophie Tolstoy och Bente Danielsson, vars syfte var att undersöka hur gestaltning och kön hänger ihop. Tillsammans skapade de föreställningen Makt. Hon har  arbetat med egna gränsöverskridande projekt såsom Land utan ord i Tensta konsthall, med regissören Jenny Nörbeck. Verket var en iscensättning av Lea Dohers text som behandlar teman som krig, kolonialism och konst.
2014 satte hon upp Herta Müllers text Hjärtdjur på Fri Scen vid Stockholms stadsteater, ett undersökande gestaltningsarbete av den självbiografiska romanen med samma namn. Projektet möjliggjordes med stöd av ett målinriktat arbetsstipendium från Konstnärsnämnden.
2016 medverkade hon i Mysteriet med Rosenbuketten på Teater Brunnsgatan Fyra, en pjäs av Manuel Puig i regi av Måns Edwall. 2018 skrev och spelade hon tillsammans med Sophie Tolstot Kallelsen som handlar om Anne Charlotte Lefflers liv och konstnärliga gärning.
2021 gjorde hon Dra åt skogen Margot tillsammans med Martina Bigert och Lotta Eriksson, produktion Scenit.
2023 gestaltade hon Körkarlen i regi av Sophie Tolstoy på Strindbergs Intima Teater.
Lena Carlsson undervisar i scenisk gestaltning och regi vid Kulturama gymnasium och frilansar med film, tv, teater och egna projekt.

## Filmografi
- 1990 – Hjälten
- 1994 – En dvärg
- 1997 – Skärgårdsdoktorn (TV-serie)
- 1998 – S:t Mikael (TV-serie)
- 1999 – Jakten på en mördare (TV-serie)
- 2001 – Bekännelsen
- 2002 – Beck – Pojken i glaskulan
- 2002 – Tusenbröder (TV-serie)
- 2003 – Talismanen (TV-serie)
- 2003 – Vera med flera (TV-serie)
- 2004 – Pelikanmannen
- 2004 – Pappa Jansson
- 2005 – Medicinmannen
- 2005 – Van Veeteren – Borkmanns punkt
- 2005 – Kärlek och fiskpinnar
- 2006 – Kronprinsessan (TV-serie)
- 2006 – Mäklarna (TV-serie)
- 2007 – Lögnens pris
- 2007 – Bron till Terabitia
- 2009 – Vägen hem
- 2009 – Apan
- 2009 – Oskyldigt dömd (TV-serie)
- 2009 – Wallander – Prästen
- 2010 – Farsan
- 2010 – Hotell Kantarell (TV-serie)
- 2010 – Maria Wern - Stum sitter guden (TV-serie)
- 2012 – Arne Dahl: Upp till toppen av berget
- 2013 – Faro
- 2013 – Tyskungen
- 2013 – Vi är bäst!
- 2016 – Syrror (TV-serie) (gästroll)
- 2020 – Gåsmamman (TV-serie)
- 2022 – Kärlek och skilsmässa

### Fotnoter
1. ↑  ”Lena Carlsson”. Svensk Filmdatabas. http://www.sfi.se/sv/svensk-filmdatabas/Item/?type=PERSON&itemid=171720&ref=%2ftemplates%2fSwedishFilmSearchResult.aspx%3fid%3d1225%26epslanguage%3dsv%26searchword%3dLena+Carlsson%26type%3dPerson%26match%3dBegin%26page%3d1%26prom%3dFalse. Läst 19 februari 2013.